# محمد بن سالم البصري
أَبُو عبد الله مُحَمَّد بن أَبِي الحَسَن أَحْمد بن محمّد بن سَالم الْبَصْرِيّ، أو اختصاراً ابْن سَالم الْبَصْرِيّ أحد علماء أهل السنة والجماعة ومن أعلام التصوف السني في القرن الرابع الهجري، وصفه أبو عبد الرحمن السلمي بأنّه: «من أهل الِاجْتِهَاد»، ووصفه الذهبي بأنّه: «الزاهد شيخ الصوفية السالمية وابن شيخهم»، صَاحب سهل بن عبد الله التسترِي وراوي كَلَامه، وله طريقة في التصوف عُرفت «بالطريقة السالمية»، وهي طريقة شيخه سهل التستري، وَله بِالبصرَةِ أَصْحَاب ينتمون إِلَيْهِ وَإِلَى ابْنه أبي الْحسن. تُوفي وقد قارب التسعين سنة بضع وخمسين وثلاثمائة.

## من روى عنه
أدركه أبو سعيد النقاش، ورآه أبو نعيم الحافظ، وما كتب عنه شيئاً. وروى عنه أبو طالب المكي صاحب قوت القلوب، وأبو بكر بن شاذان الرازي، وأبو مسلم محمد بن علي بن عوف البرجي الأصبهاني، وأبو نصر عبد الله بن علي الطوسي، ومنصور بن عبيد الله الصوفي، وآخرون.

## من أقواله
- من توكل على الله أسكن الله قلبه نور الْحِكْمَة وَكَفاهُ كل هم وأوصله إِلَى كل مَحْبُوب فَإِنَّهُ عز وَجل يَقُول ﴿وَمن يتوكل على الله فَهُوَ حَسبه﴾، أَي هُوَ الْقَائِم لَهُ بِكُل كِفَايَة.[1]
- لا يستقيم قلب عبد حتى يقطع كل حيلة وكل سبب غير الله.[2]
- الْعَاقِل من تبرم بِعشْرَة الْمُخَالفين وزهد فِي صُحْبَة أَبنَاء الدُّنْيَا فَإِنَّهُم إِن لم يشغلوه بهَا شغلوه عَمَّا هُوَ فِيهِ.[1]